# استاد جامعة العلوم والتكنولوجيا ببكين
استاد جامعة العلوم والتكنولوجيا ببكين (بالصينية: 北京科技大学体育馆) في بكين هو استاد أنشأ خصيصاً لأجل أولمبياد بكين 2008 وتقام فيه لعبتي الجودو التايكوندو وتبلغ مساحته الإجمالية 24662 متر مربع، يحتوي 4000 مقعد ثابت و 4000 مقعد مؤقت مخصص وبدأ إنشاؤه 2005 وأنجز في 2007.

## وصلات خارجية
صفحة استاد جامعة العلوم و التكنولوجيا ببكين على الموقع الرسمي للدورة التاسعة والعشرين للألعاب الأولمبية